# Monastère de Santa Maria de Vilabertran
Le monastère de Santa Maria est un monastère situé sur le territoire de Vilabertran, commune de la comarque d'Alt Empordà dans le nord de la province de Gérone et de la communauté autonome de Catalogne en Espagne.

## Localisation
Vilarbertran et son monastère se situent à 2 km au nord-est de la ville de Figueres, célèbre pour son Musée Dali.

## Historique
L'église de la fin du XIe siècle possède un clocher roman lombard du XIIe siècle et un cloître des XIIe et XIIIe siècles.

## Architecture extérieure

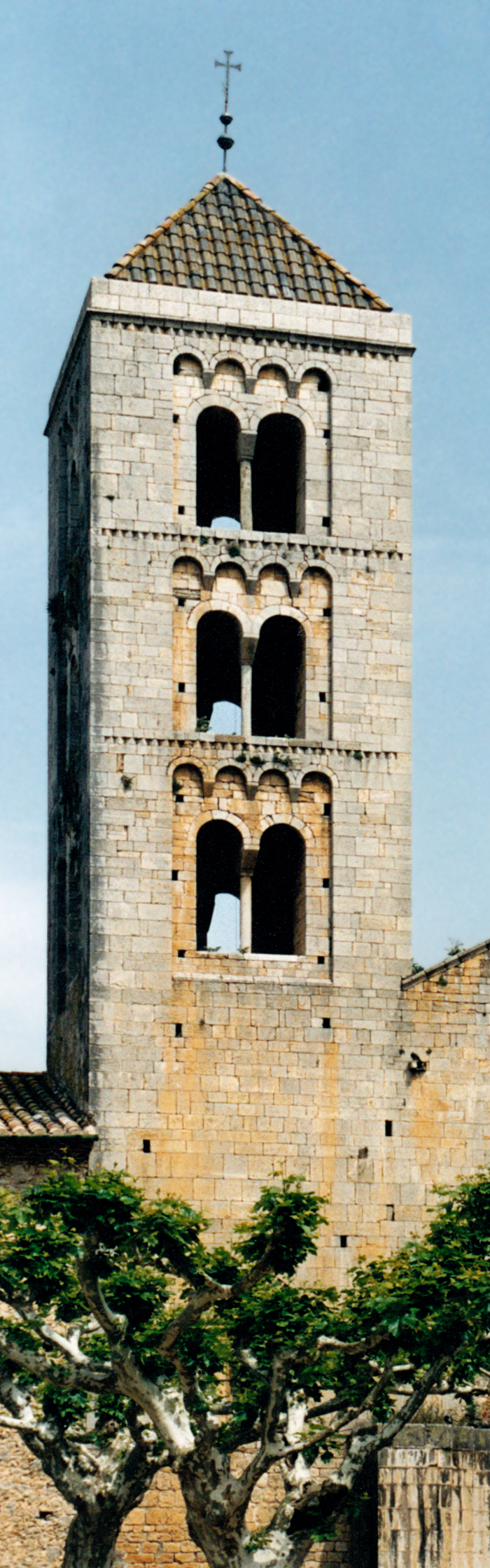
Le clocher roman lombard.

### La façade et le clocher roman lombard
La façade de l'église conventuelle, asymétrique, présente un splendide clocher de style roman lombard à gauche et la base d'une tour inachevée à droite.
Le clocher lombard, percé de nombreux trous de boulin (trous destinés à ancrer les échafaudages), est constitué de cinq niveaux : un premier niveau aveugle édifié en moellons, un second niveau aveugle édifié en pierre de taille et trois étages ornés de baies géminées à colonnettes et de bandes lombardes. Chacun de ces trois étages est surmonté d'une frise de dents d'engrenage.
La partie centrale de la façade présente un portail très dégradé qui se réduit à un linteau rectangulaire supporté par des pilastre cannelés et est flanqué de chaque côté de quatre massifs piliers.
Ce portail est surmonté d'une fenêtre à triple ébrasement dont l'archivolte est ornée d'une frise de dents d'engrenage cintrée.
La façade se termine par un pignon à corniche moulurée.

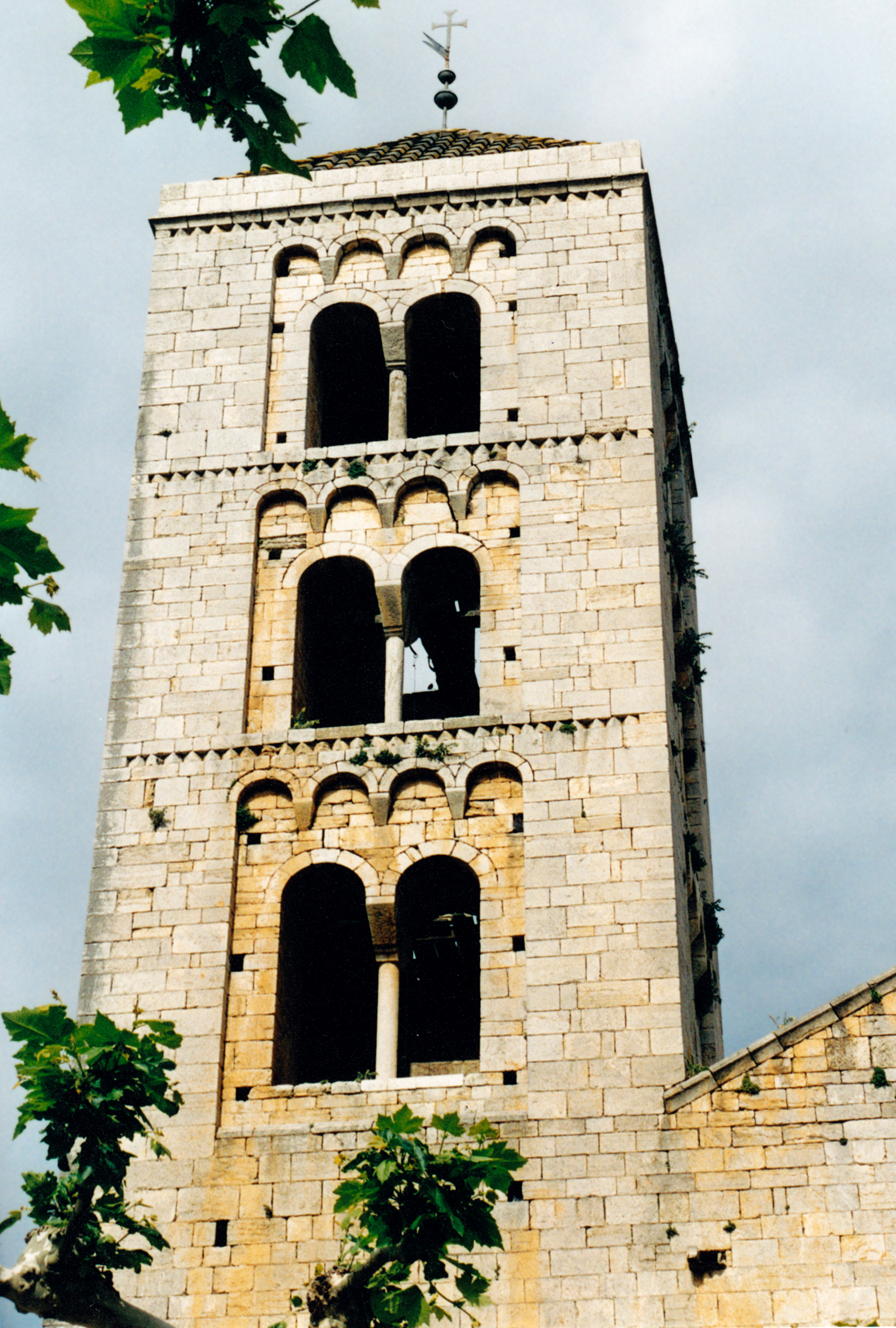
Le clocher roman lombard.
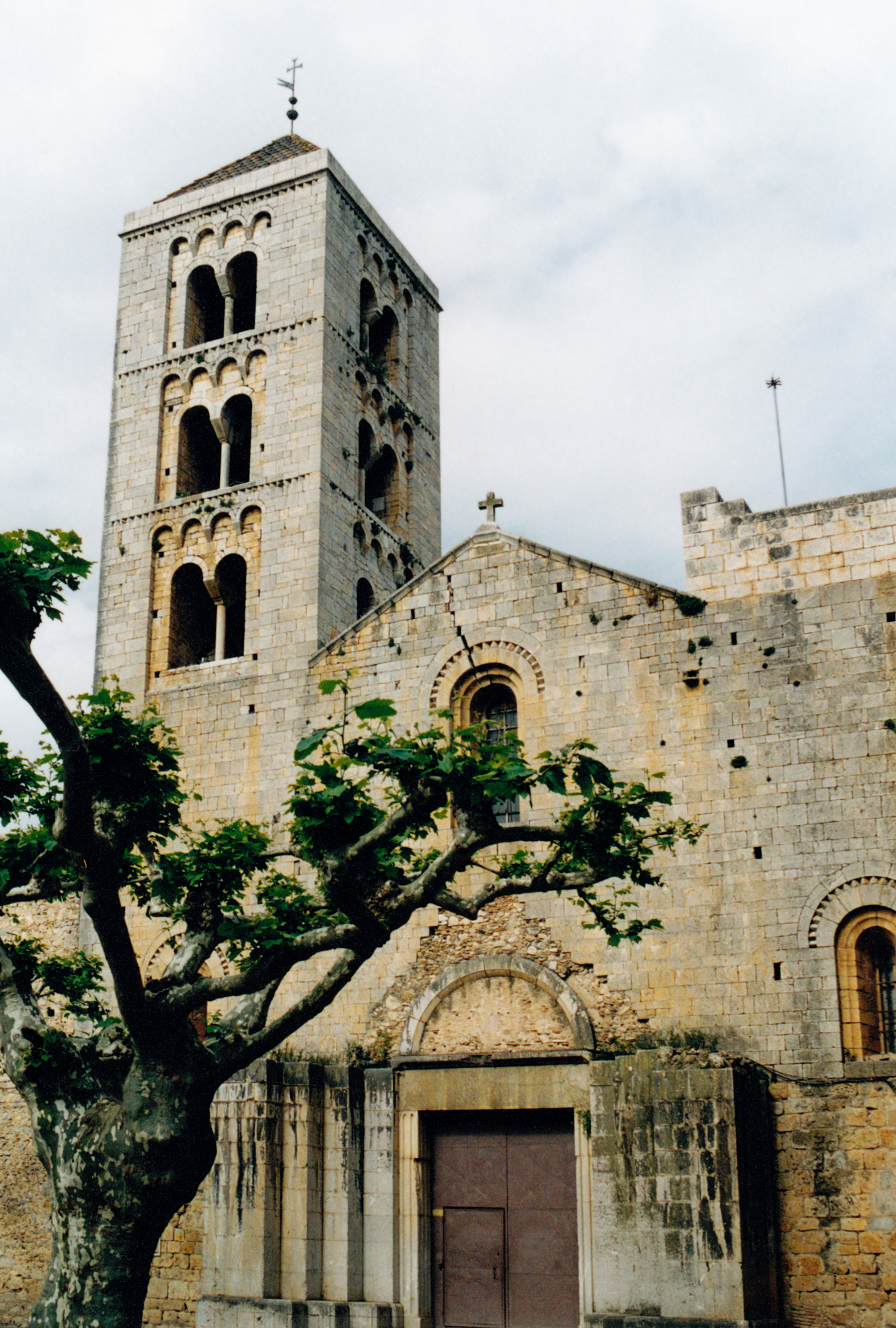
La façade et le clocher.

### Le chevet
Le chevet est constitué d'une puissante abside centrale et de deux absidioles de petite taille, toutes trois couvertes de lauzes.
L'abside centrale est édifiée en moellons sur un tiers de sa hauteur. Sa partie supérieure, édifiée en pierre de taille  assemblée en moyen appareil, est percée d'une fenêtre absidiale unique dont l'archivolte est ornée d'une frise de dents d'engrenage cintrée. L'abside est couronnée d'une frise de dents d'engrenage et d'une forte corniche en pierre.
Les absidioles, nettement plus petites, sont édifiées en moellons sur les deux tiers de leur hauteur et en pierre de taille  pour le surplus.
L'abside centrale, percée comme le clocher de nombreux trous de boulin, prend appui sur un pignon percé d'un double oculus.

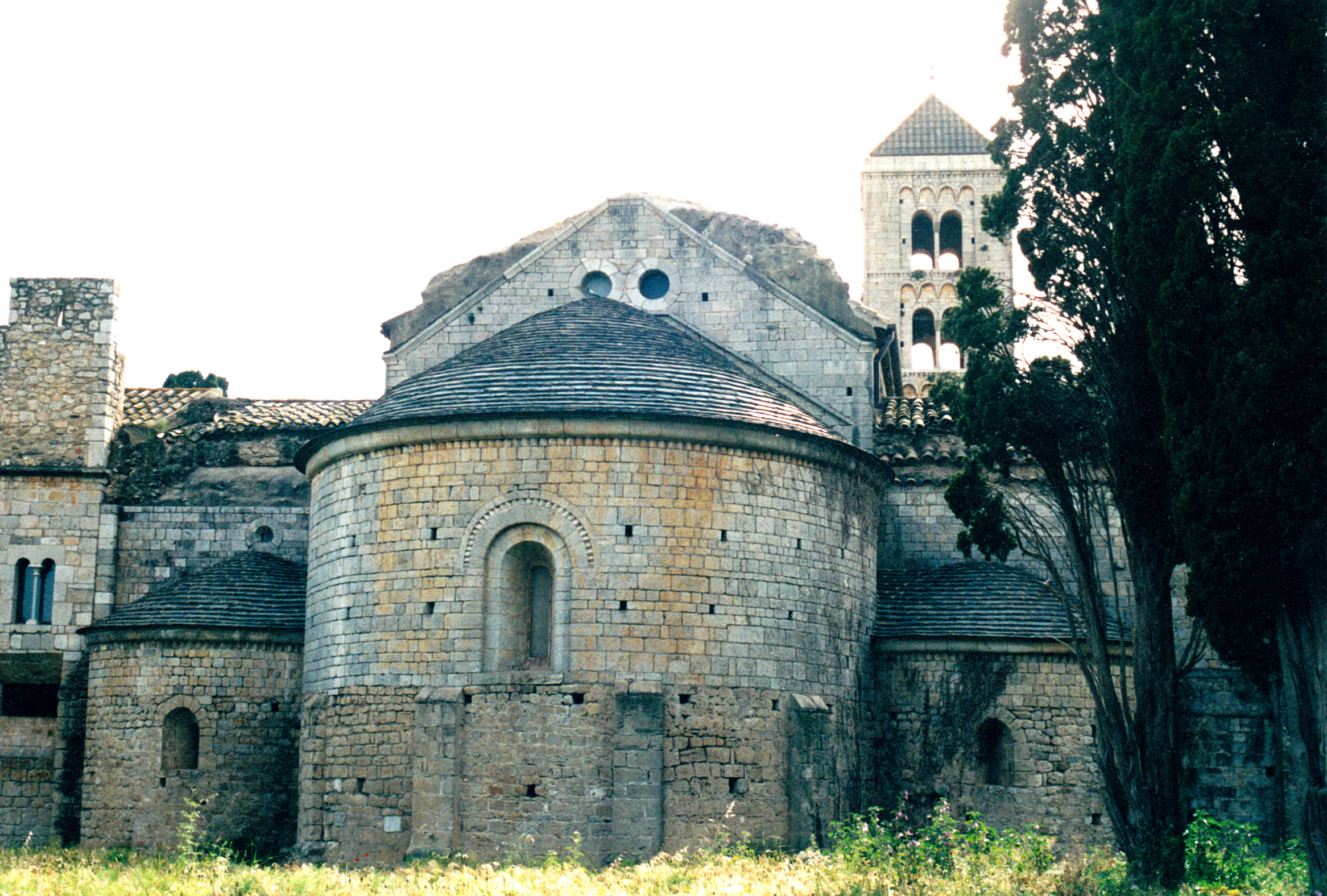
Le chevet.

### Le cloître

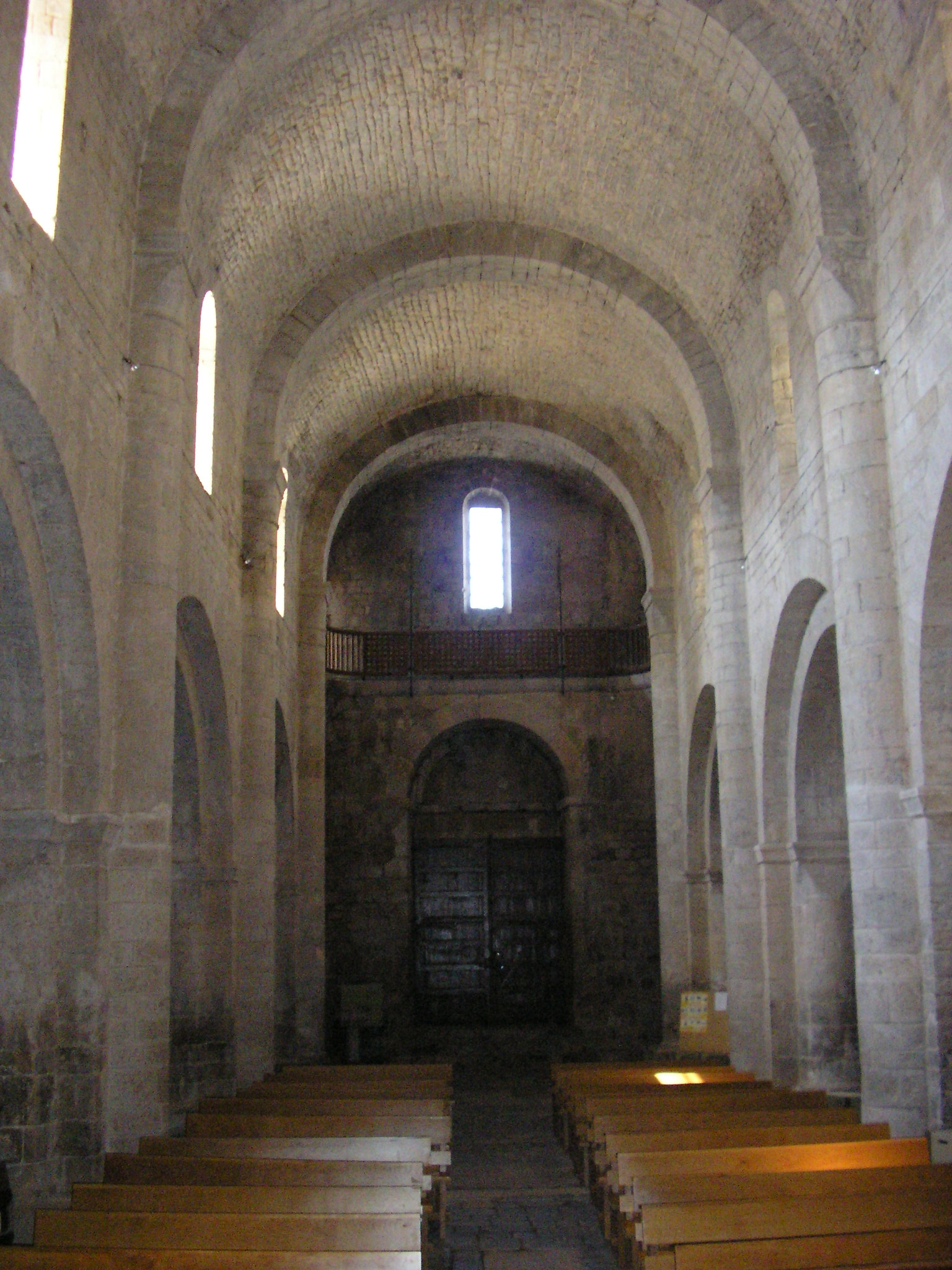
La nef et sa voûte en berceau.

Le monastère de Santa Maria possède un beau cloître roman des XIIe et XIIIe siècles.
Ses galeries sont ornées d'arcades portées en alternance par des piliers rectangulaires et par des colonnes groupées par deux.
Sur trois des quatre côtés, les arcades sont surmontées par une puissante frise de dents d'engrenage.

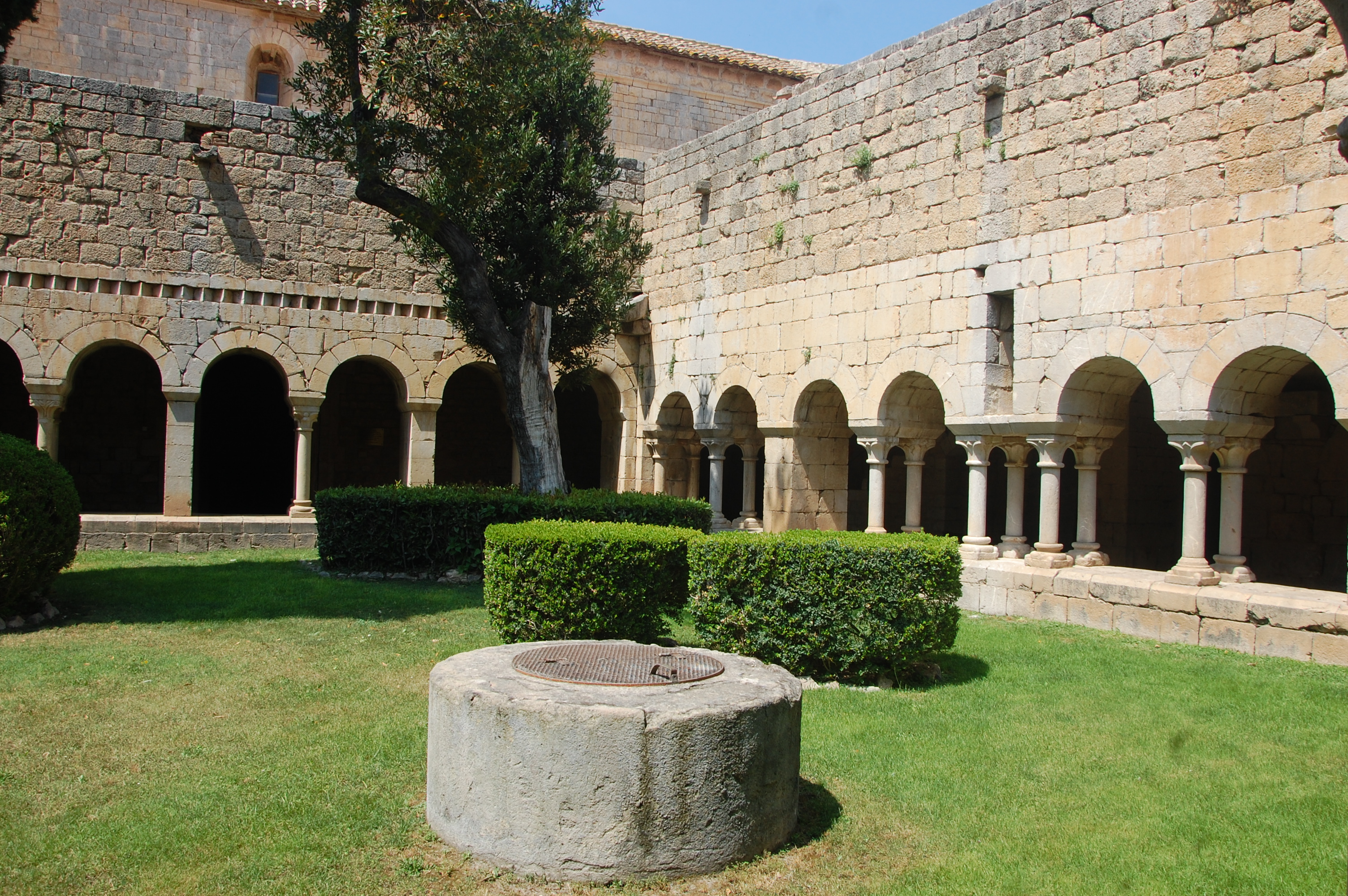
Les galeries septentrionale et orientale du cloître.
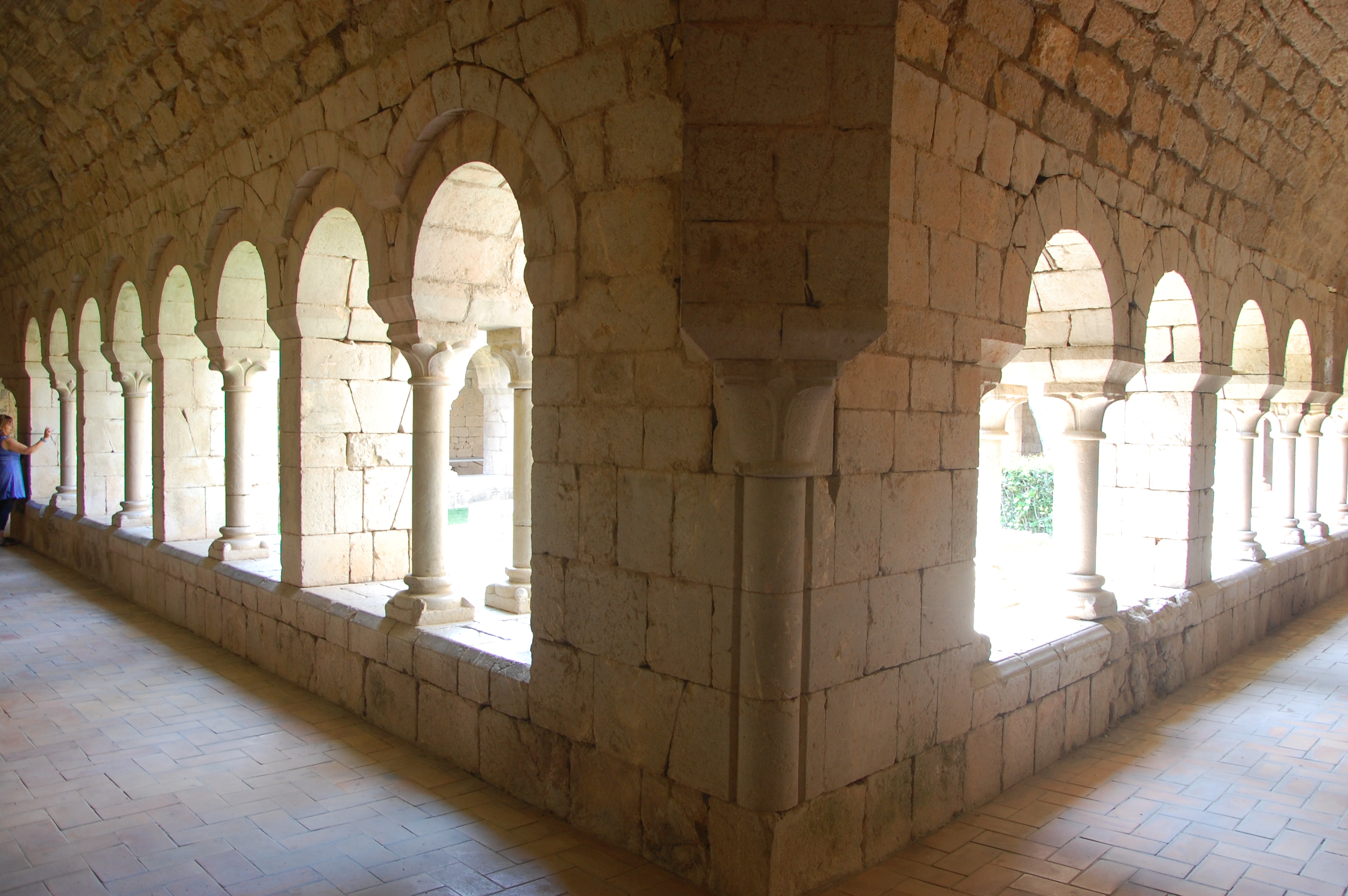
Angle du cloître.
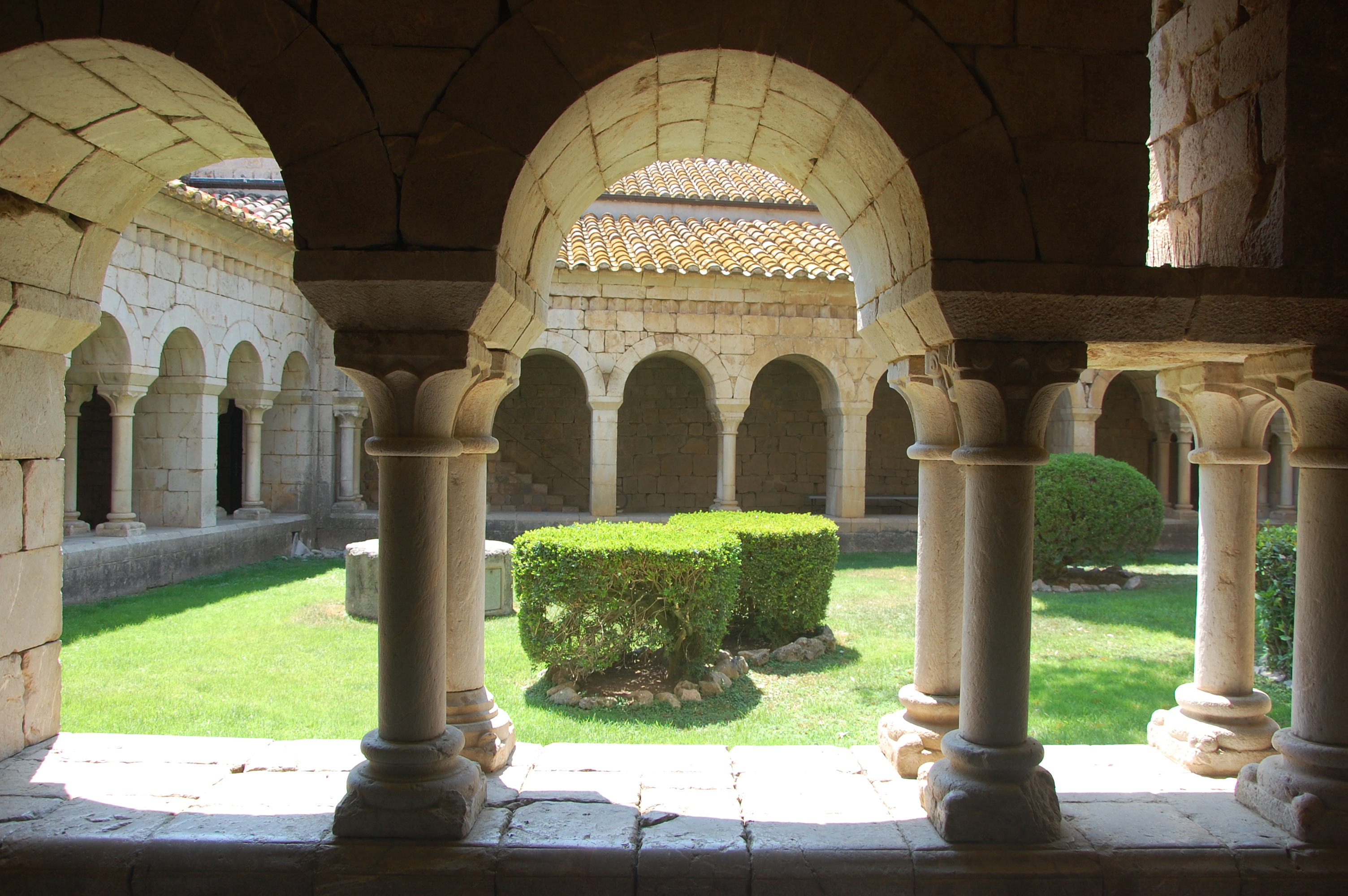
Colonnes du cloître.

## Architecture intérieure
L'église présente une belle abside voûtée en cul de four, ornée de sept arcades dont une seule est percée d'une fenêtre. Chacune des arcades extérieures est percée d'une niche aveugle.
La nef est couverte par une voûte en berceau soutenue par de puissants arcs-doubleaux retombant sur des colonnes engagées adossées aux piles qui séparent la nef des collatéraux.

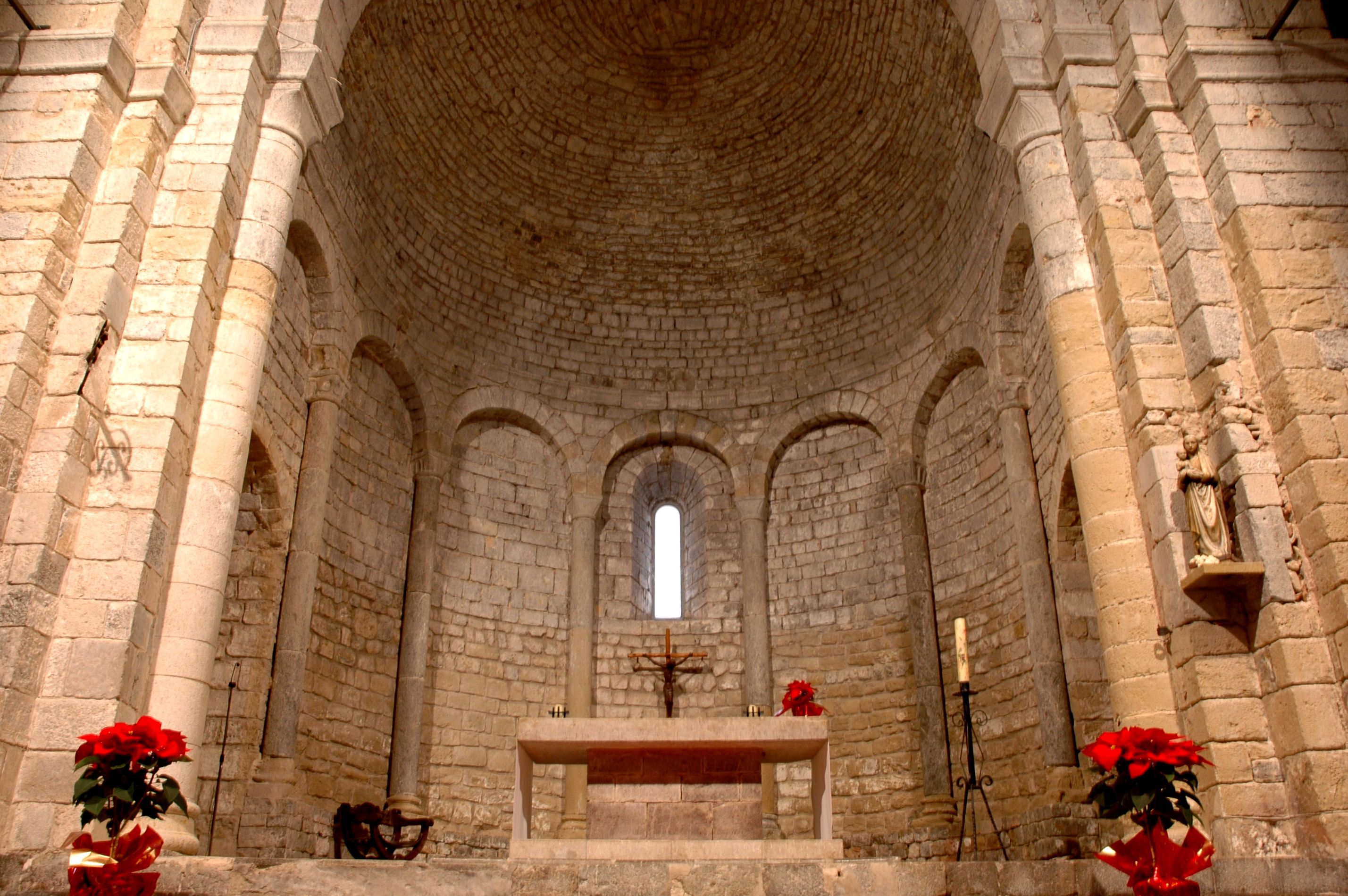
L'abside et sa voûte en cul de four.

## Propriétés, revenus
- monastère de Santa Maria de Lladó (1100)

## Protection
Le monastère fait l’objet d’un classement en Espagne en tant que monument historique au titre de bien d'intérêt culturel depuis le 11 novembre 1930 sous la référence RI-51-0000353.
Il fait également l’objet d’un classement en Catalogne au titre de bien culturel d'intérêt national depuis le 11 novembre 1930 sous la référence 257-MH.